# Университет Лойола Мэримаунт
Университет Лойола Мэримаунт (англ. Loyola Marymount University, сокр. LMU) ― американский частный иезуитский и исследовательский университет в Лос-Анджелесе, штат Калифорния. Он расположен в западной части города, недалеко от Плайя-Виста.
Университет предлагает 60 основных и 55 второстепенных степеней и программ бакалавриата. Отдел аспирантуры предлагает 51 магистерскую программу, одну докторскую степень по образованию, одну докторскую степень по юриспруденции и 12 программ аттестации.

## История
Университет Лойола Мэримаунт представляет собой слияние колледжа Лойола, основанного в 1917 году, и колледжа Мэримаунт, основанного в 1933 году.
В 2007 году университет восстановился в округе Ориндж, штат Калифорния, а факультет теологических исследований начал предлагать двухлетнюю магистерскую программу по пастырскому богословию. Первая группа закончила обучение весной 2009 года, а вторая ― осенью следующего года. Занятия проводятся в офисах Мэривуда.
1 марта 2010 года президент Лойолы Мэримаунта, отец Роберт Лоутон, объявил о своей отставке с поста главы университета, вступившей в силу в конце учебного года в мае 2010 года. Лоутон назвал проблемы со здоровьем, в частности, медленное восстановление после операции на позвоночнике в 2009 году, в качестве основной причины своего ухода. Он занимал пост президента в течение одиннадцати лет, начиная с 1999 года.
Дэвид Берчем, выпускник юридической школы Лойола в 1984 году, стал первым президентом-мирянином в истории школы. Берчем занимал этот пост в течение пяти лет, с 2010 по 2015 год. Он решил не оставаться после окончания своего срока. Совет попечителей избрал Тимоти Лоу Снайдера 16-м президентом, он вступил в должность 1 июня 2015 года.